# Meia Ponte (tiểu vùng)
Meia Ponte là một tiểu vùng thuộc bang Goiás, Brasil. Tiều vùng này có diện tích 21166 km², dân số năm 2007 là 314058 người.